# Adiantum tracyi
Adiantum tracyi är en kantbräkenväxtart som beskrevs av Carlotta Case Hall och Wagner. Adiantum tracyi ingår i släktet Adiantum och familjen Pteridaceae. Inga underarter finns listade.